# 죄르지 쿠르탁

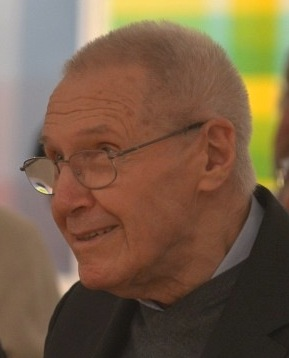

죄르지 쿠르탁(György Kurtág, 1926년 2월 19일 ~ )은 헝가리의 작곡가이자 피아니스트이다. 그는 1967년부터 프란츠 리스트 음악 아카데미에서 피아노를 가르쳤고 나중에는 실내악도 가르쳤으며 1993년까지 가르쳤다.
헝가리인 부모에게서 태어난 그는 1946년에 부다페스트로 이주했고 1948년에 헝가리 시민이 되었다. 그곳에서 그는 프란츠 리스트 음악 아카데미에서 공부를 시작했으며 그곳에서 그의 아내 마르타 쿠르탁과 작곡가 리게티를 만나 절친한 친구가 되었다. 아카데미에서 그의 피아노 교사는 팔 카도사였다. 
1956년 헝가리 혁명 이후 1957년에서 1958년 사이에 의 파리에서의 시간은 그에게 매우 중요했다. 그곳에서 그는 막스 도이치, 올리비에 메시앙, 다리우스 미요와 함께 공부했다. 그러나 이 기간 동안 심한 우울증에 시달렸다. 그는 "나는 내가 세상을 구성한다고 믿었던 그 어떤 것도 사실이 아니라는 것을 절망할 정도로 깨달았다"고 말했다. 그는 미술 심리학자 스타인으로부터 치료를 받았다. 그는 가장 단순한 음악적 요소에서 작업하도록 격려했으며, 그 만남은 그를 소생시키고 그의 예술적 발전을 강력하게 자극했다. 이 기간 동안 그는 베베른의 작품과 베케트의 연극도 발견했다. 그가 부다페스트로 돌아온 후 1959년에 작곡한 현악 4중주는 이 중요한 전환점을 표시한다. 그는 이 작품을 그의 작품 1이라고 부른다. 그는 그것을 스타인에게 바쳤다.
그는 연주자 로 일했다. 1967년에 그는 피아노 교수로 임명되었고 나중에는 프란츠 리스트 아카데미에서 실내악 교수로 임명되어 1993년까지 그곳에서 가르쳤다 이 기간 동안 그의 학생들은 코치시와 쉬프가 포함했다.
1990년대 초부터 그는 점점 더 자주 해외에서 작업했다. 그는 베를린 필하모닉 (1993-95)과 비엔나 콘체르트하우스 소사이어티(1995)의 상주 작곡가였다. 그 후 그는 네덜란드 (1996-98), 다시 베를린(1998-99)에서 살았으며 부부는 2019년 10월 마르타가 사망할 때까지 결혼 생활을 유지했다.

## 참고 자료
- Blum, Stephen (2002). “Kurtág's Articulation of Kafka's Rhythms ("Kafka-Fragmente", op. 24)”. 《Studia Musicologica Academiae Scientiarum Hungaricae》. T. 43 (Fasc. 3/4): 345–358. JSTOR 902594.
- Griffiths, Paul (2011). 〈Kurtág, György〉.   Latham, Alison. 《The Oxford Companion to Music》. Oxford: Oxford University Press. ISBN 978-0-19-957903-7. 2023년 2월 11일에 확인함.
- Halász, Péter. 1998. György Kurtág. Magyar zeneszerzok 3. Budapest: Mágus Kiadó. ISBN 963-8278-07-2.
- Lentsner, Dina (Spring 2018). “A Composer's Literary Indulgences? Epigraphs in György Kurtág's Russian Works”. 《Slavic and East European Journal》 62 (1): 140–159. JSTOR 45408811.
- Halász, Péter (2002). “On Kurtág's Dodecaphony”. 《Studia Musicologica Academiae Scientiarum Hungaricae》. T. 43 (Fasc. 3/4): 235–252. JSTOR 902586.
- György Kurtág: Great Hungarian Jewish Composer, No Monk article by Benjamin Ivry in "The Forward", including a picture of Márta and György Kurtág at the piano, 6 February 2009
- Varga, Bálint András. 2009. György Kurtág: Three Interviews and Ligeti Homages. Eastman studies in Music. Rochester, NY: University of Rochester Press. ISBN 978-1-58046-328-7.
- Willson, Rachel Beckles. 1998a. "The Fruitful Tension between Inspiration and Design in Kurtág's The Sayings of Péter Bornemisza op.7". Mitteilungen der Paul Sacher Stiftung 11:36–41.
- Willson, Rachel Beckles. 1998b. "Kurtág's Instrumental Music, 1988–98". Tempo, new series, no. 207:15–21.
- Willson. Rachel Beckles. 2004. György Kurtág, The Sayings of Peter Bornemisza, op. 7: A "Concerto" for Soprano and Piano. Landmarks in Music Since 1950. Aldershot, Hants, England; Burlington, VT: Ashgate. ISBN 978-0-7546-0809-7